# 11 f.Kr.
11 f.Kr. var ett normalår som började en lördag i den proleptiska julianska kalendern, men i verkligheten antingen ett normalår som började en måndag eller tisdag, eller ett skottår som började en söndag, måndag eller tisdag i den julianska kalendern (se skottårsfelet i den julianska kalendern för mer information).

## Händelser

### Efter plats

#### Germanien
- Romerska styrkor under Augustus styvson Nero Claudius Drusus besegrar germanerna i slaget vid Lupiafloden.

## Avlidna
- Octavia Thurina Minor, syster till kejsar Augustus